# سن گندم
سن گندم (نام علمی: Eurygaster integriceps) نام یک گونه از خانواده ساس‌های سپرفلزی از راسته نیم‌بالان است. این گونه بومی شمال آفریقا، بالکان و غرب و مرکز آسیا است. این حشره آفت بزرگ غلات از جمله گندم و جو است. سن گندم از آفات بسیار مهم و اقتصادی گندم می‌باشد یعنی از میان دیگر آفات گندم سن گندم مقام اول را از لحاظ خسارت اقتصادی دارد. این آفت سالانه خسارت سنگینی را به مزارع گندم وارد می‌کند.